# Marie Fel
Marie Hiel (Burdeos, 24 de octubre de 1713-París, 2 de febrero de 1794) fue una cantante francesa hija del organista Henri Hiel.

## Biografía
Nació en Burdeos, el 24 de octubre de 1713. Fue hermana de Antoine Fel. Tomó clases de canto con Christine Somis. Su voz era hábil y se amoldaba fácilmente a las arias italianas. Poseía, además, un dominio de la lengua italiana y talento musical.
Debutó en la Ópera en 1733, no retirándose hasta 1759. Creó numerosos papeles durante su carrera artística, y fue una de las intérpretes favoritas de Rameau. Fue compañera sentimental del pintor Quentin de La Tour, que le hizo un retrato al pastel.
Cuando se retiró dio lecciones de canto a las cantantes jóvenes, teniendo entre ellas a Sophie Arnould. 